# ペンタ (プロレスラー)
ペンタ（Penta、1985年2月5日 - ）は、メキシコの覆面プロレスラー。WWE所属。
旧リングネームにペンタゴン・ジュニア（Pentagón Jr.）、ペンタ・エル・セロ・ミエド（Penta El Cero Miedo）などがある。実の弟であるフェニックスとともに3度目のAAA世界タッグチーム王座についたほか、元インパクト世界王座と元インパクト世界タッグ王座についていた。

## 経歴

### WWE(2025～)
2025年5月、バックラッシュでIC王者ドミニク・ミステリオに挑戦。エル・グランデ・アメリカーノの介入もあり、王座獲得に失敗した。

## 得意技

### フィニッシュ・ホールド
ファイアー・ファクター
「リストクラッチ式ハーフネルソン・ドライバー」。
向かい合う相手の右腕をハーフネルソンの体勢で捕らえ、相手の左腕を相手の股間を通して自らの右手で相手の左手首を掴み取り、そのまま相手の身体を前方回転させながら宙に抱え上げ、開脚ジャンプした自らの股の間に上下逆さまとなった相手をマットに叩きつける。WWEでは「ペンタ・ドライバー」と呼ばれる。
鷹木信悟の技「MADE IN JAPAN 」と同じ技。
ペンタゴンドライバー
「パッケージパイルドライバー」と同じ技。
ザ・サクリファイス
うつ伏せ状態の相手の左腕をハンマーロックの形に捕らえながら自らの左足で固定し、背中に体重を乗せながら相手の左腕を両手で捕らえてそのまま立ち上がり、自身は、勢いよく後方へ倒れ込んで相手の両腕を破壊する変形アームブリーカー。

### 投げ技
ダブルニーバックブリーカー
パワーボム・バックブリーカー
「パワーボム式・ダブルニー・バックブブリーカー」
DDT
スリング・ブレイド
サンセット・フリップ・パワーボム

### 打撃技
エルボー
バックエルボー
エルボー・スタンプ
バックハンド・チョップ
チョップ・スマッシュ
ドロップキック
通常、低空式の2種類使用。
619
バズソーキック
スーパーキック
延髄斬り
ランザ
ダイビングダブルフットストンプと同じ技。

### 関節技
アームバー
フジワラアームバー

### 合体技
LBドライバー
セロ・ミエドが相手をリバース・フルネルソンで捕らえて担ぎ上げてフェニックスが正面から相手の両足をキャッチして自身の両肩に固定し、セロ・ミエドは、リバース・タイガードライバーの形で着地フェニックスは、両膝で着地2人同時に着地して相手を脳天からマットに突き刺す。ルチャ・ブラザズのツープラトン式・ダブルアーム・パイルドライバー

## タイトル歴
AEW

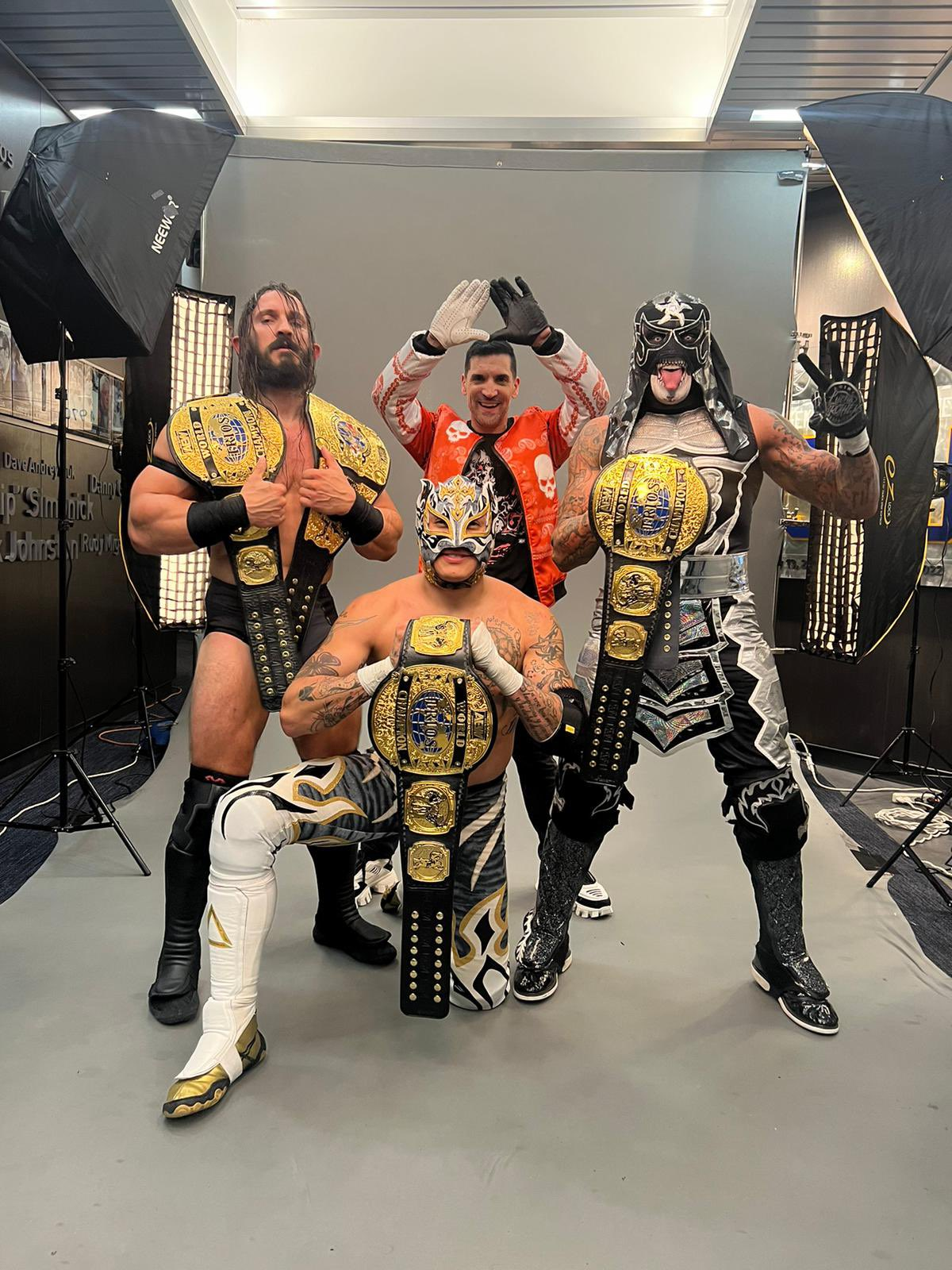
デス・トライアングルAEW世界トリオ王座

- AEW世界タッグ王座 : 1回（第5代）（w / レイ・フェニックス）
- AEW世界トリオ王座 : 1回（第2代, w / PAC&レイ・フェニックス）

ROH
ROH世界タッグ王座: 1回（第65代, w / レイ・フェニックス） 
インパクト・レスリング
- インパクト世界王座 : 1回
- インパクト世界タッグ王座 : 1回（w / レイ・フェニックス）

MLW
- MLW世界タッグ王座 : 1回

PWG
- PWG世界タッグ王座 : 1回

AAA
- AAA世界タッグ王座 : 2回 （w / フェニックス)
- AAAラテンアメリカ王座 : 1回
- AAA世界混合タッグ王座 : 1回
- ルチャ・アンダーグラウンド王座 : 2回

XMW
- XMWタッグ王座 : 1回（w / フェニックス)